# Chris Jacobs (politico)
Christopher Louis Jacobs, detto Chris (Buffalo, 28 novembre 1966), è un politico statunitense, membro della Camera dei rappresentanti per lo stato di New York dal 2020 al 2023.

## Biografia
Prima di ricoprire una qualsiasi carica istituzionale, Jacobs è stato vicecommissario per l'ambiente e la pianificazione nell'amministrazione del dirigente della contea di Erie Joel Giambra.
Repubblicano, ha inoltre lavorato presso il dipartimento della casa e dello sviluppo urbano sotto l'allora segretario Jack Kemp. Il 19 aprile 2006 viene nominato segretario di Stato dello stato di New York dal governatore George Pataki.
In quello stesso anno si era anche candidato al Senato newyorchese ma venne sconfitto dall'avversario democratico Marc Coppola. Si è ricandidato nel 2016 per il 60º distretto, dove è stato eletto contro la sfidante democratica Amber Small. Fu poi riconfermato nella carica nel 2018.
A metà del 2020 si dimise per candidarsi al Congresso statunitense per il 27º distretto dello stato di New York in vista delle elezioni speciali tenutesi dopo le dimissioni del deputato in carica Chris Collins. Alle elezioni del 23 giugno venne eletto con il 50,7% dei voti.
Nel 2022 annunciò il proprio intento di non ricandidarsi ulteriormente, dopo aver annunciato il suo supporto a misure di controllo delle armi da fuoco in seguito al massacro alla Robb Elementary School.